# Bolitoglossa conanti
Bolitoglossa conanti är en groddjursart som beskrevs av James R. McCranie och Wilson 1993. Bolitoglossa conanti ingår i släktet Bolitoglossa och familjen lunglösa salamandrar. IUCN kategoriserar arten globalt som starkt hotad. Inga underarter finns listade.

## Bildgalleri

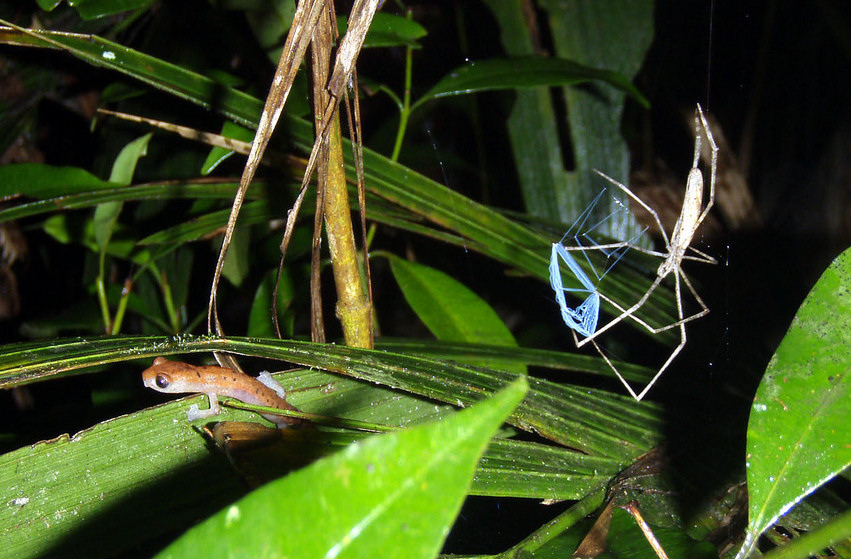